# Chris Basham
Christopher Paul Basham (Hebburn, Inglaterra, Reino Unido, 20 de julio de 1988) es un exfutbolista inglés que jugaba de defensa.

## Trayectoria
Comenzó su carrera en las inferiores del Newcastle United donde jugó hasta la edad de 16 años, para luego unirse al Bolton Wandereres, club en que comenzó su carrera como profesional. Durante su estancia en el Bolton, fue enviado a préstamo al Stafford Rangers y al Rochdale, hasta que dejó el club en el 2010 para fichar por el Blackpool.
Jugó cuatro temporadas en su nuevo club, y en 2014 fichó por el Sheffield United de la League One, club con el que logró el ascenso a la EFL Championship en la temporada 2016-17.
Abandonó el equipo de Sheffield al finalizar la temporada 2023-24 una vez expiró su contrato. Su último partido fue en octubre de 2023 frente al Fulham F. C., en el cual se rompió una pierna. Ese también fue el último partido de su carrera, ya que en agosto de 2024, mientras seguía con el proceso de recuperación, anunció su retirada.

## Vida personal
Nació en Hebburn y creció siendo simpatizante del Sunderland.
Luego de dejar las inferiores del Newcastle United a los 16 años, Basham trabajó en McDonald's. A finales del año 2014 fue padre.

## Estadísticas
Actualizado al último partido disputado en su carrera.
| Club                                                                                    | Div.          | Temporada     | Liga  | Liga  | Copas nacionales | Copas nacionales | Total | Total |
| Club                                                                                    | Div.          | Temporada     | Part. | Goles | Part.            | Goles            | Part. | Goles |
| --------------------------------------------------------------------------------------- | ------------- | ------------- | ----- | ----- | ---------------- | ---------------- | ----- | ----- |
| Stafford Rangers F. C. Inglaterra                                                       | 5.ª           | 2006-07       | 3     | 0     | 1                | 0                | 4     | 0     |
| Stafford Rangers F. C. Inglaterra                                                       | Total club    | Total club    | 3     | 0     | 1                | 0                | 4     | 0     |
| Rochdale A. F. C. Inglaterra                                                            | 4.ª           | 2007-08       | 13    | 0     | —                | —                | 13    | 0     |
| Rochdale A. F. C. Inglaterra                                                            | Total club    | Total club    | 13    | 0     | 0                | 0                | 13    | 0     |
| Bolton Wanderers F. C. Inglaterra                                                       | 1.ª           | 2008-09       | 11    | 1     | 0                | 0                | 11    | 1     |
| Bolton Wanderers F. C. Inglaterra                                                       | 1.ª           | 2009-10       | 8     | 0     | 2                | 0                | 10    | 0     |
| Bolton Wanderers F. C. Inglaterra                                                       | Total club    | Total club    | 19    | 1     | 2                | 0                | 21    | 1     |
| Blackpool F. C. Inglaterra                                                              | 1.ª           | 2010-11       | 2     | 0     | 1                | 0                | 3     | 0     |
| Blackpool F. C. Inglaterra                                                              | 2.ª           | 2011-12       | 17    | 2     | 4                | 0                | 21    | 2     |
| Blackpool F. C. Inglaterra                                                              | 2.ª           | 2012-13       | 26    | 1     | 2                | 0                | 28    | 1     |
| Blackpool F. C. Inglaterra                                                              | 2.ª           | 2013-14       | 40    | 2     | 2                | 0                | 42    | 2     |
| Blackpool F. C. Inglaterra                                                              | Total club    | Total club    | 85    | 5     | 9                | 0                | 94    | 5     |
| Sheffield United F. C. Inglaterra                                                       | 3.ª           | 2014-15       | 39    | 1     | 11               | 0                | 50    | 1     |
| Sheffield United F. C. Inglaterra                                                       | 3.ª           | 2015-16       | 44    | 3     | 5                | 0                | 49    | 3     |
| Sheffield United F. C. Inglaterra                                                       | 3.ª           | 2016-17       | 43    | 2     | 5                | 1                | 48    | 3     |
| Sheffield United F. C. Inglaterra                                                       | 2.ª           | 2017-18       | 45    | 2     | 5                | 0                | 50    | 2     |
| Sheffield United F. C. Inglaterra                                                       | 2.ª           | 2018-19       | 41    | 4     | 2                | 0                | 43    | 4     |
| Sheffield United F. C. Inglaterra                                                       | 1.ª           | 2019-20       | 38    | 0     | 4                | 0                | 42    | 0     |
| Sheffield United F. C. Inglaterra                                                       | 1.ª           | 2020-21       | 31    | 0     | 4                | 1                | 35    | 1     |
| Sheffield United F. C. Inglaterra                                                       | 2.ª           | 2021-22       | 30    | 0     | 3                | 0                | 33    | 0     |
| Sheffield United F. C. Inglaterra                                                       | 2.ª           | 2022-23       | 29    | 0     | 6                | 0                | 35    | 0     |
| Sheffield United F. C. Inglaterra                                                       | 1.ª           | 2023-24       | 8     | 0     | 1                | 0                | 9     | 0     |
| Sheffield United F. C. Inglaterra                                                       | Total club    | Total club    | 348   | 12    | 46               | 2                | 394   | 14    |
| Total carrera                                                                           | Total carrera | Total carrera | 468   | 18    | 58               | 2                | 526   | 20    |
| (1) Incluye datos de la FA Cup, Copa de la Liga de Inglaterra y Football League Trophy. |               |               |       |       |                  |                  |       |       |